# Selfat
Selfat  (in arabo سلفات‎?) è un centro abitato e comune rurale del Marocco situato nella provincia di Sidi Kacem, regione di Rabat-Salé-Kénitra. Conta una popolazione di 10 239 abitanti (censimento 2014).